# Scirpus radicans
Scirpus radicans là loài thực vật có hoa trong họ Cói. Loài này được Schkuhr miêu tả khoa học đầu tiên năm 1793.